# Хінна кислота
Хінна кислота — це циклітол (циклічний поліол) та циклогексанкарбоксилова кислота. Це безбарвна тверда речовина, яку можна отримати з рослин. Хінна кислота пов'язана з відчуттям кислотності кави.

## Виникнення і виготовлення
Сполуку отримують з кори хінного дерева, кавових зерен і кори евкаліпта кулястого. Вона входить до складу tara tannins.
Європейська кропива дводомна, є ще одним поширеним джерелом цієї кислоти.
Також виробляється синтетично шляхом гідролізу хлорогенової кислоти. Хінна кислота також пов'язана зі сприйняттям кислотності кави.

## Історія та біосинтез

, біосинтетичний прекурсор ароматичних амінокислот, близька до хінної кислоти.

Ця речовина була вперше виділена в 1790 році німецьким фармацевтом Фрідріхом Крістіаном Гофманом у місті Лер з хінного дерева. Її перетворення в гіппурову кислоту шляхом метаболізму у тварин досліджував німецький хімік Едуард Лаутман у 1863 році.
Біосинтез починається з перетворення глюкози в еритрозо-4-фосфат. Цей чотиривуглецевий субстрат конденсується під дією синтази з фосфоенол-піруватом щоб отримати семивуглецевий 3-деокси-D-арабіно-гептулозонат-7-фосфат (DAHP). На двох наступних стадіях, що включають синтазу дегідрохінової кислоти та дегідрогеназу, і отримують сполуку.
Похідні біциклічних лактонів називають хінідами. Одним із прикладів є 4-кафеоїл-1,5-хінід.
Дегідрування та окиснення хінної кислоти дає галову кислоту.

## Застосування та лікувальна дія
Хінна кислота використовується як засіб, що поєднує тканини.
Ця кислота є універсальним хіральним вихідним матеріалом для синтезу фармацевтичних препаратів. Вона є важливою речовиною у синтезі озельтамівіру, який використовується для лікування грипу А і В.